# Jan Thörnblom
Jan Walter Mikael Thörnblom, född 2 april 1964 i Nyköpings Sankt Nicolai församling, Södermanlands län, är en svensk musiker, sångare och låtskrivare. Thörnblom är troligen mest känd som sångare och gitarrist i vikingarockbandet Ultima Thule.

## Biografi
Thörnblom var från början enbart gitarrist i Ultima Thule. Dock övergick Thörnblom  1985 till att bli Ultima Thules sångare då bandets dåvarande sångare Bruno Hansen lämnat bandet. Samma år anslöt sig Niklas Adolfsson till bandet från sitt tidigare punkband Död Lag.

## Andra musikprojekt
Tillsammans med de andra medlemmarna i Ultima Thule spelar Thörnblom gitarr och sjunger i banden.
- The Headhunters - (Oi!/punkband)
- Hotrod Frankie - (Psychobillyband)